# Immersionskühlung
Die Immersionskühlung ist ein Kühlverfahren, bei dem IT-Komponenten und andere elektronische Geräte, einschließlich kompletter Server und Speichergeräte, in eine wärmeleitende dielektrische Flüssigkeit getaucht werden. Die Wärme wird aus dem System abgeleitet, indem eine Flüssigkeit in direktem Kontakt mit den wärmeerzeugenden Komponenten gebracht wird. Die Kühlflüssigkeit wird aktiv oder passiv zirkuliert und gibt die Wärme über Wärmetauscher an ein Rückkühlsystem ab. Voraussetzung für die Immersionskühlung ist der Einsatz einer elektrisch schwach- oder nichtleitenden (dielektrischen) Flüssigkeit, um sicherzustellen, dass sie gefahrlos mit spannungsführenden elektronischen Bauteilen in Kontakt kommen kann.

## Anwendungsgebiete
Die Immersionskühlung bildet neben der Luft- und Wasserkühlung eine dritte, auf dem Markt verfügbare Kühltechnologie für IT-Komponenten und im Akku-Management von batteriebetriebenen Fahrzeugen. Anwendungsgebiete für diese Art der Kühlung sind vor allem High-Performance-Rechenzentren und andere Anwendungen, in denen IT-Komponenten mit hoher Leistungsdichte auf engem Raum gebündelt werden. Andere Kühltechnologien sind für solche Anwendungen nur durch höheren technischen Aufwand leistungsfähig genug, um die Wärme sicher abführen zu können. Während die Immersionskühlung für Rechenzentren derzeit nur ein Nischenprodukt darstellt, etabliert sich das Kühlverfahren zunehmend in der Effizienzverbesserung von in Kraftfahrzeugen verbauten Akkumulatoren. Die direktere Wärmeabfuhr ebnet die im Akku beim Laden drohenden Hitzespitzen, so dass höhere Ladeströme und dadurch eine Ladezeitverkürzung bei gleichzeitig verlängerter Lebensdauer realisiert werden können.
Eine Anwendung im privaten Bereich zur Kühlung von IT-Geräten wie beispielsweise Computern ist nicht weit verbreitet und meist nur im Bereich der Technik-Enthusiasten zu finden.

## Arten der Immersionskühlung
Die Immersionskühlung lässt sich in Einphasen- und Zweiphasen-Systeme unterteilen.
In Einphasen-Systemen bleibt die Immersionsflüssigkeit im flüssigen Zustand und wird durch eine Zirkulationspumpe zwischen dem zu kühlenden Gerät und einem Wärmetauscher bewegt. 
In Zweiphasen-Systemen verdampft die Immersionsflüssigkeit und transportiert die Wärme so zu einem Wärmetauscher. Am Wärmetauscher kondensiert das Gas und kann zurück in das Immersionsbecken laufen. Um eine konstante Abführung der Wärme zu garantieren, kann in Zweiphasen-Systemen zusätzlich eine Zirkulationspumpe eingesetzt werden.

## Flüssigkeit
Die für eine Immersionskühlung theoretisch einsetzbaren Flüssigkeiten lassen sich in vier Gruppen unterteilen:
- Mineralöle
- Destilliertes Wasser
- Perfluorcarbon-basierte Flüssigkeiten
- Synthetische Flüssigkeiten

Um nützliche Eigenschaften wie Viskosität, thermische Stabilität oder Dampfpunkt auf den Einsatz als Kühlmittel anzupassen, werden üblicherweise nur Fluide der letzten beiden Gruppen verwendet. Zu den synthetischen Flüssigkeiten gehören beispielsweise das Fluid S5X von Shell, welches speziell für den Einsatz als Immersionsflüssigkeit in Rechenzentren entwickelt wurde. Ein Beispiel der Perfluorcarbon-basierten Flüssigkeiten ist das von 3M entwickelte Fluid Novec, welches ebenfalls als Immersionsfüssigkeit eingesetzt wird.

## Nachteile
Die Immersionskühlung lässt sich nur durch kosten- und zeitaufwendige Umbaumaßnahmen in ein bestehendes Rechenzentrum integrieren, da hier üblicherweise Infrastrukturen für die Luft- oder Wasserkühlung vorhanden sind, die mit der Immersionskühlung nicht kompatibel sind. Während des Betriebs der IT-Komponente kann auf diese nur zeitverzögert physisch zugegriffen werden, da das Gerät aus der Flüssigkeit entfernt und von Flüssigkeitsresten befreit werden muss. Dies erhöht den Wartungs- und Reparaturaufwand und kann zu verlängerten Reparaturzeiten führen.

## Vorteile
Die Immersionskühlung bietet hohe Kühlkapazitäten auf kleinem Raum und eignet sich besonders für IT-Komponenten mit hoher Leistungsdichte oder Systeme, die auf einen geringen Flächenverbrauch angewiesen sind. Die höhere Wärmeleitfähigkeit einer Flüssigkeit und die vollständige Umschließung der IT-Komponente durch das Fluid verringern die Wahrscheinlichkeit von lokalen Temperaturspitzen (sog. Hotspots), die das Gerät schädigen können. Die Betriebstemperatur der Flüssigkeit lässt sich bei der Immersionskühlung höher ansetzen als bei der Luftkühlung. Dies reduziert den Energieaufwand der Kühlung und bietet die Möglichkeit die Abwärme des Rechenzentrums zur Beheizung anderer Gebäude oder Systeme zu nutzen.